# Kamran Shakhsuvarly
Kamran Shakhsuvarly (16 de fevereiro de 1985) é um pugilista azeri, medalhista olímpico. 

## Carreira
Kamran Shakhsuvarly competiu na Rio 2016, na qual conquistou a medalha de bronze no peso médio.